# SPCA de Montréal
La SPCA de Montréal est une organisation de bienfaisance à but non lucratif qui vise à protéger les animaux et à promouvoir leur bien-être en Montréal et dans les environs. Fondée en 1869 sous le nom de la Société pour la prévention de la cruauté envers les animaux, c'est la plus ancienne organisation de protection des animaux au Canada,

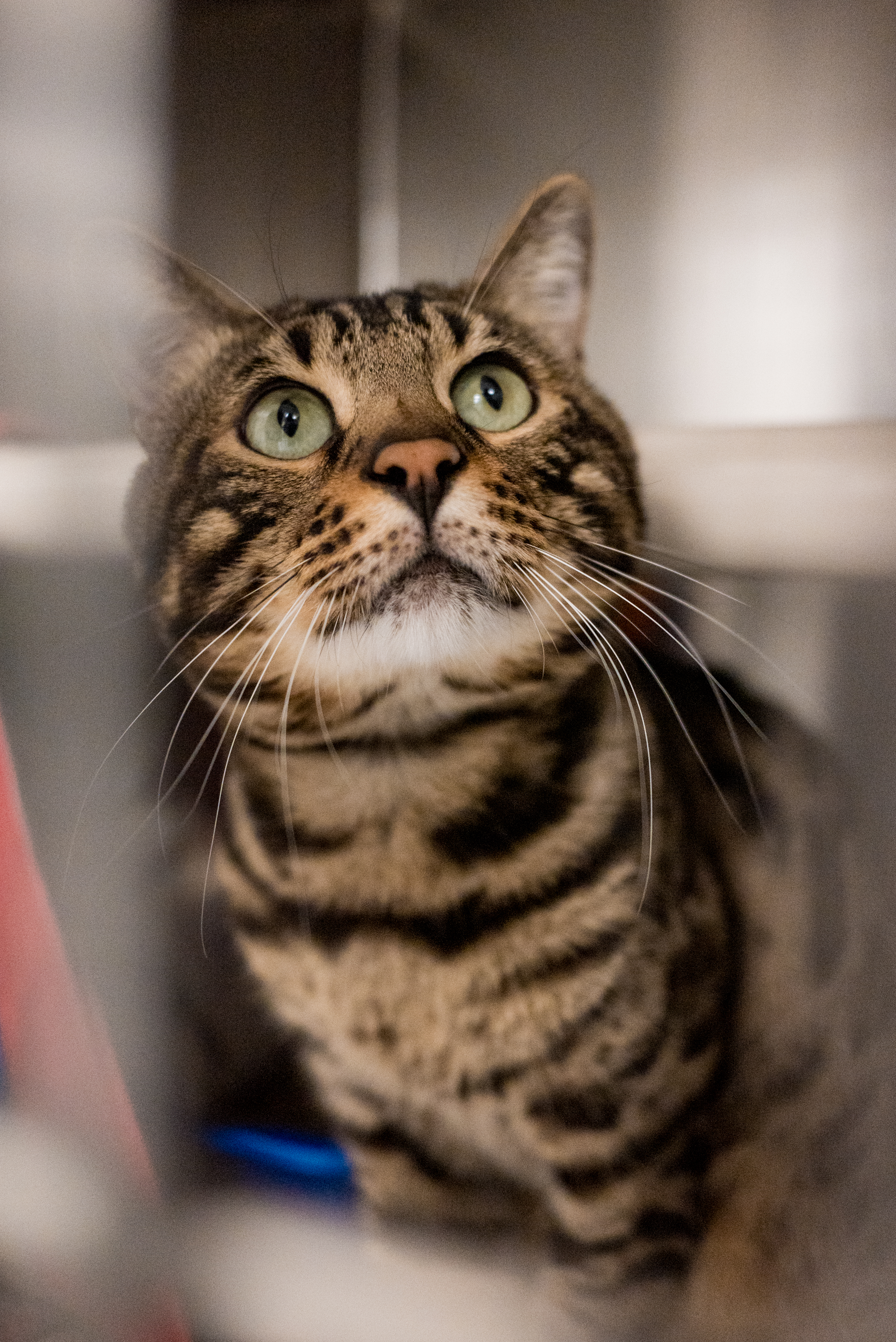

La SPCA de Montréal s'occupe de la prise en charge, de la protection et de la réhabilitation des animaux en détresse, qu'ils soient abandonnés, maltraités ou négligés. L'organisation offre également des services de sauvetage et de secours en cas de catastrophes naturelles, de décès de leur propriétaire ou de situations de surpopulation.
La SPCA de Montréal possède également un refuge pour animaux, où les animaux non adoptables peuvent être pris en charge de manière permanente.
L'organisation a également un programme de adoption d'animaux, qui vise à trouver des foyers permanents pour les animaux en attente d'adoption. 
En plus de ses activités de protection des animaux, l'SPCA de Montréal offre également des services de soutien aux propriétaires d'animaux, tels que des cliniques de stérilisation à bas prix, des consultations en comportement animal et des programmes de formation pour chiens. L'organisation mène également des campagnes de sensibilisation et de lutte contre la cruauté envers les animaux.
Depuis 2023, la directrice générale de la SPCA est Laurence Massé.